# Bergün/Bravuogn
Bergün/Bravuogn (en alemán: Bergün, en romanche: Bravuogn) era una comuna suiza del cantón de los Grisones, situada en el distrito de Albula, círculo de Bergün. Limitaba al norte con la comuna de Tavau (Davos en alemán), al este con S-chanf, Zuoz y La Punt Chamues-ch, al sur con Bever y Samedan, y al oeste con Tinizong-Rona y Filisur. En 2018 se fusionó con Filisur para crear el municipio de Bergün Filisur.
En esta región se habla el dialecto romanche conocido como puter.

Bergün/Bravuogn
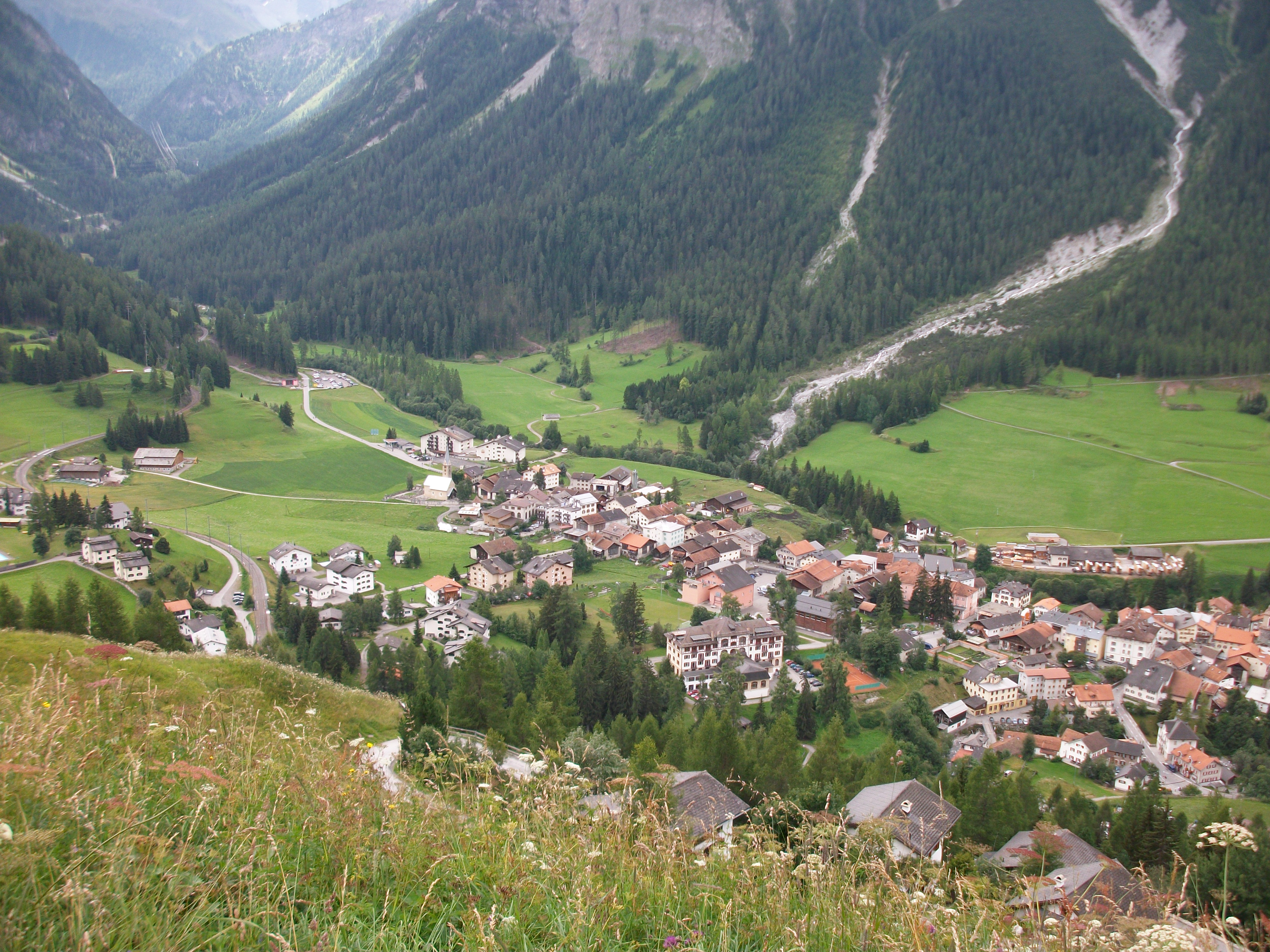
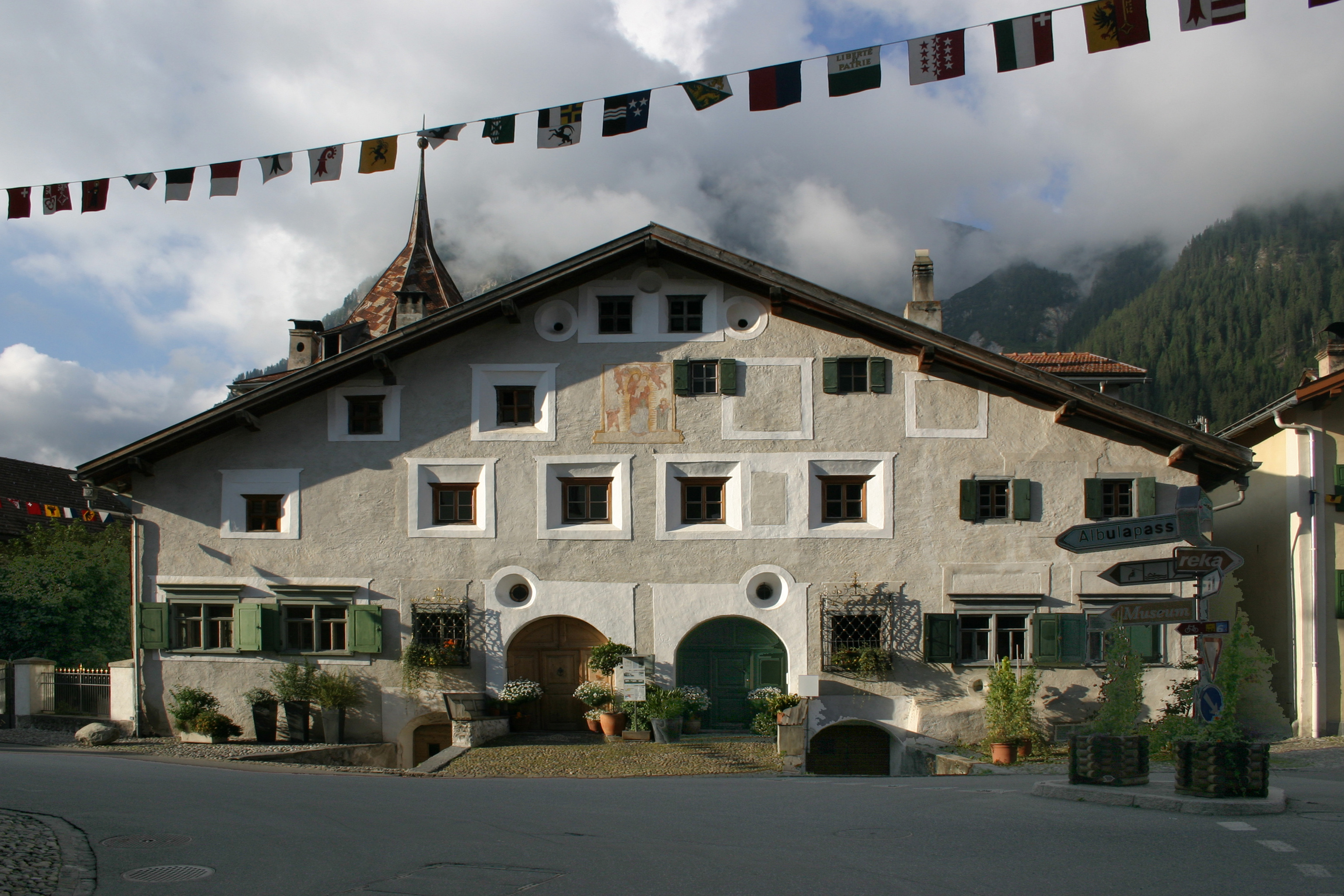
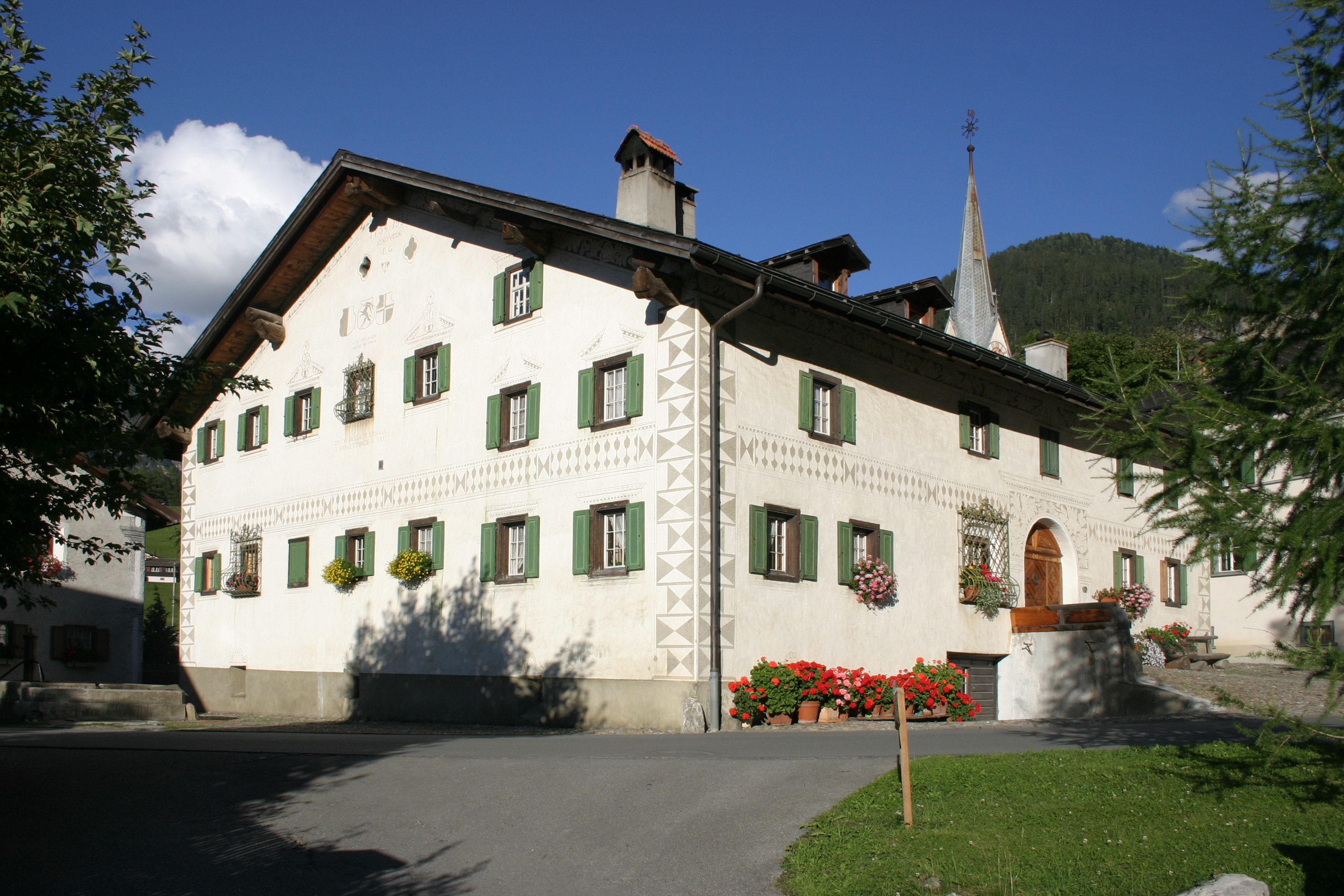
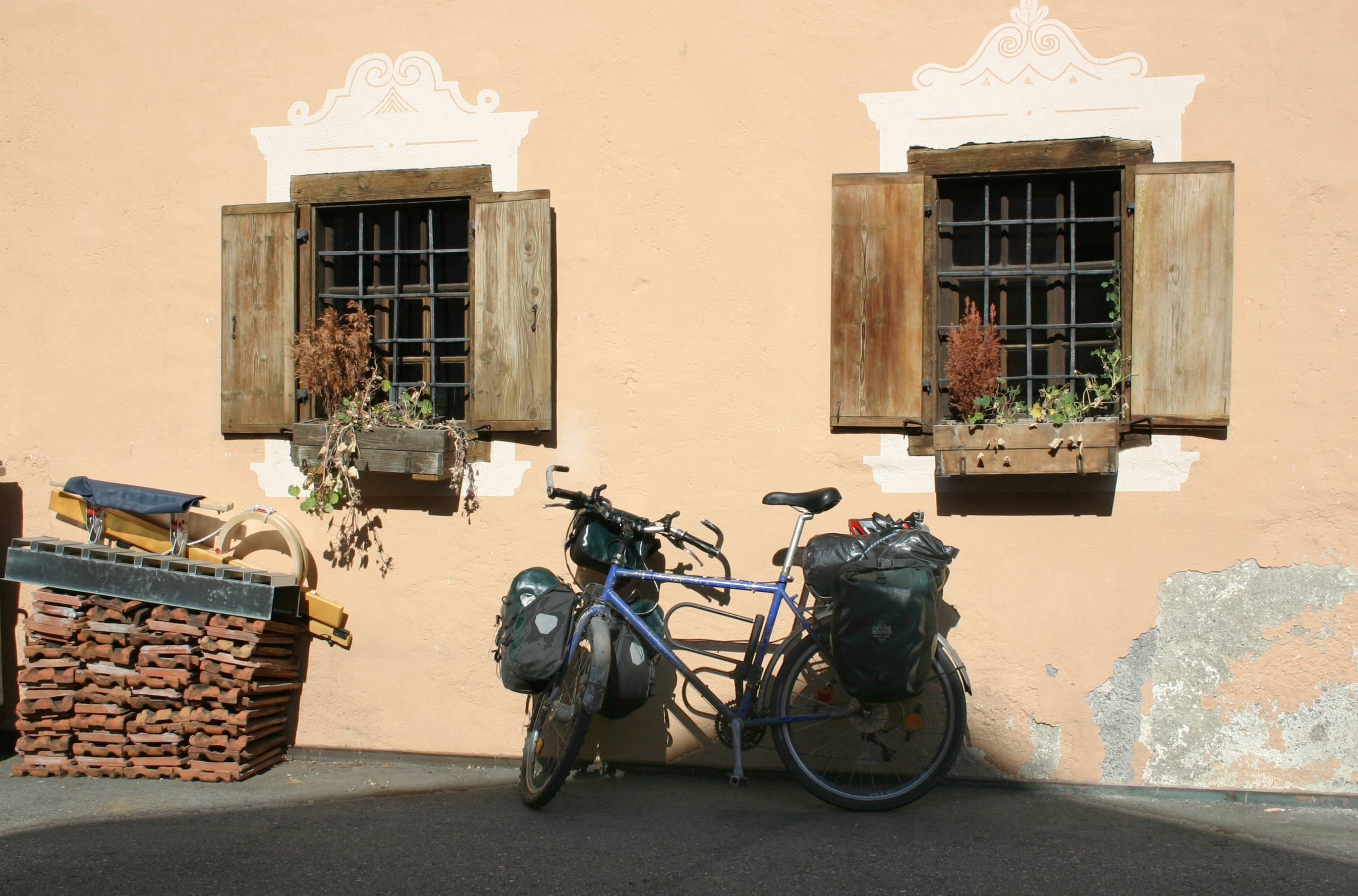
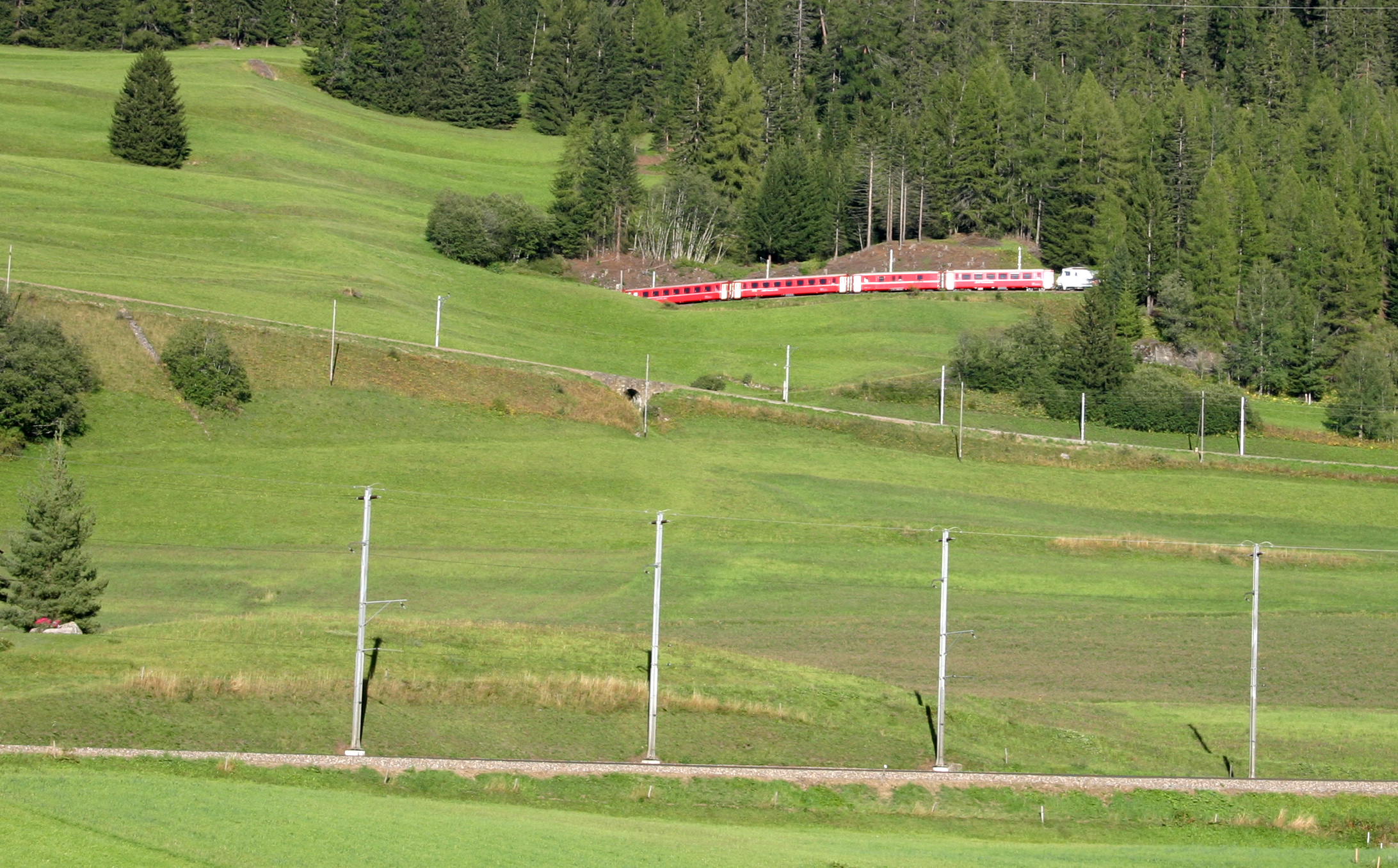
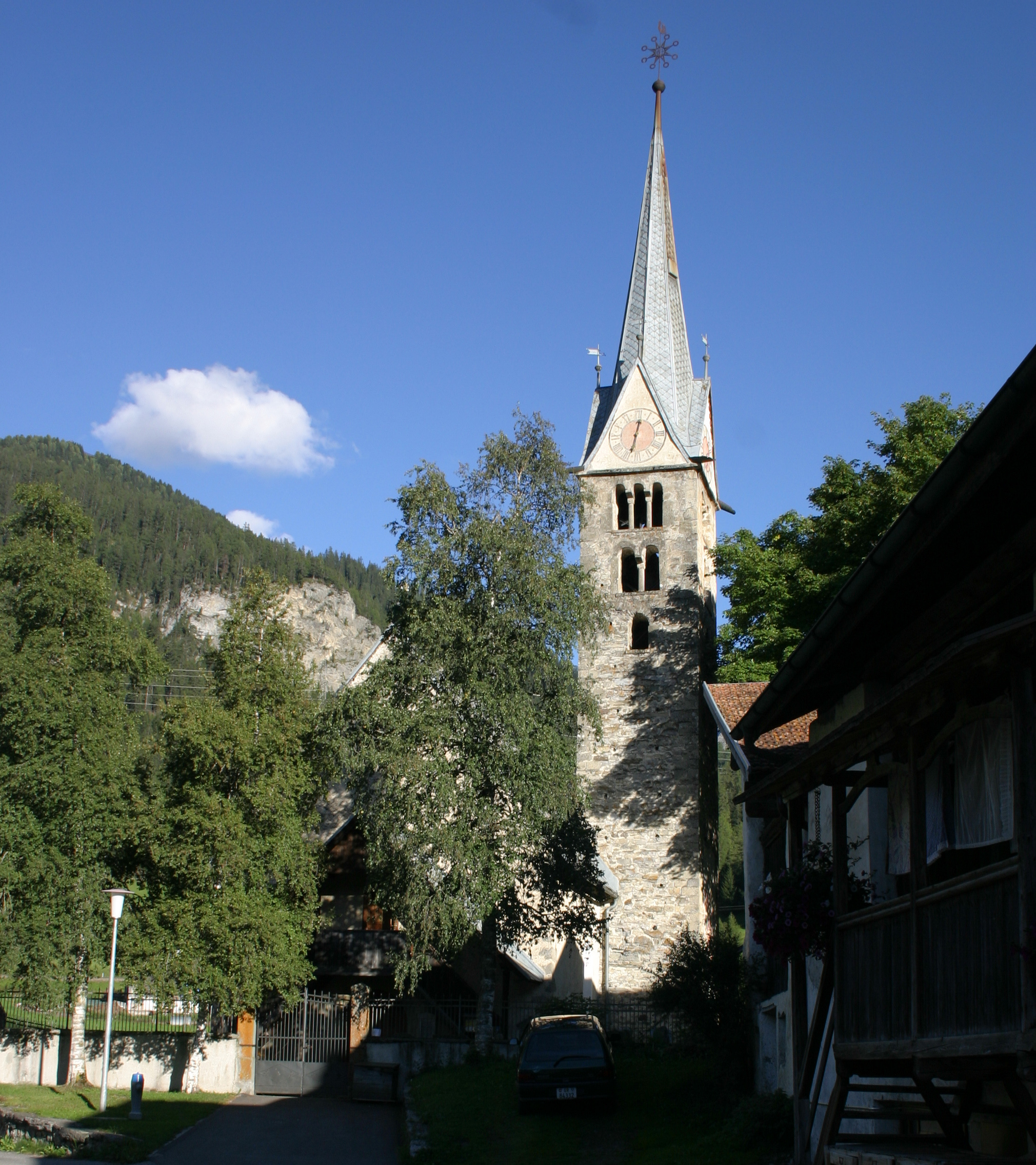
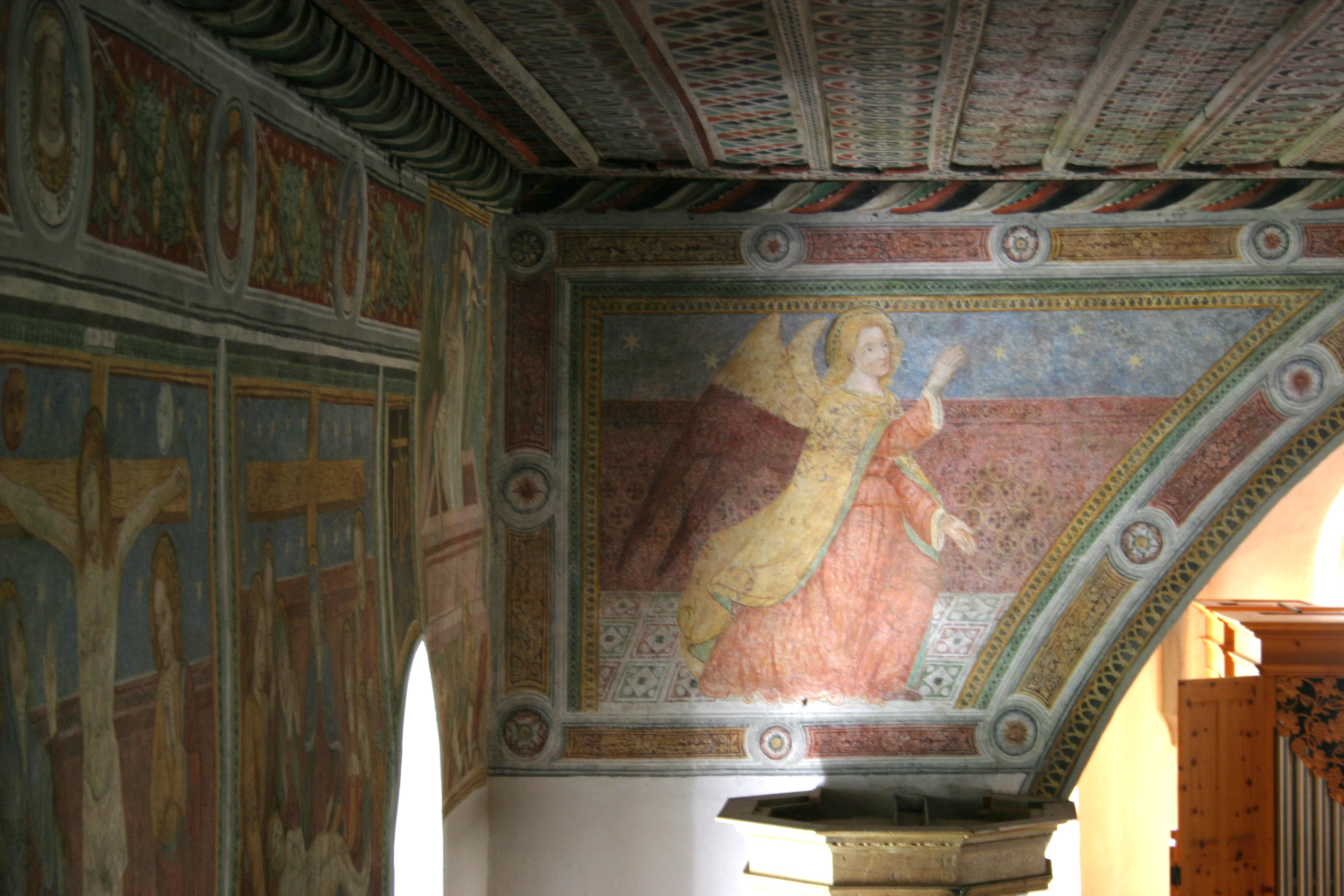
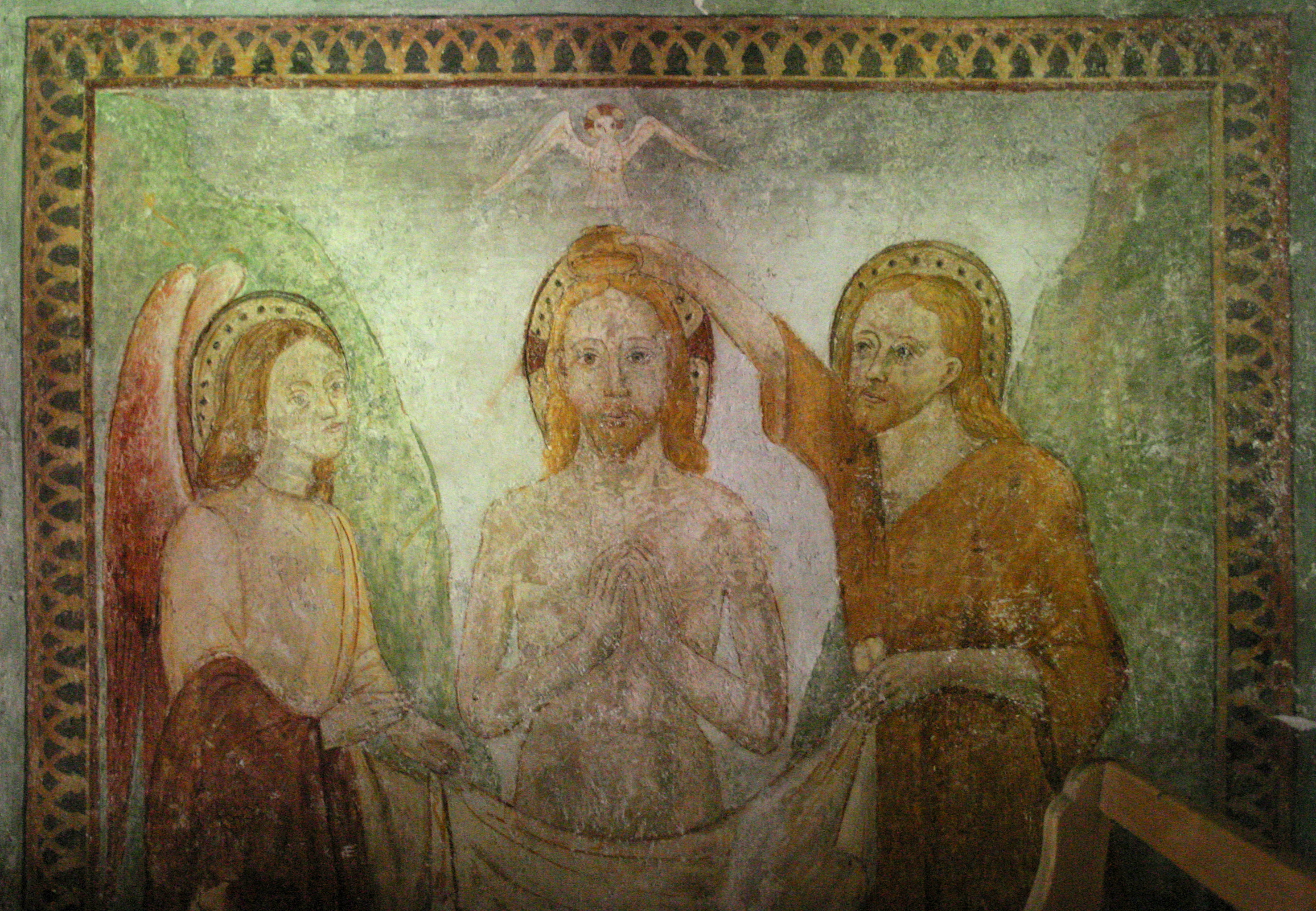